# Championnat de France amateurs de football 1938-1939
Navigation
Championnat de France amateurs 1938 Championnat de France amateurs 1943
Le championnat de France amateur de football 1938-1939 est la cinquième édition du championnat de France amateur, appelé Challenge Jules-Rimet, compétition organisée par la Fédération française de football association entre le 16 avril et le 21 mai 1939.
Cette compétition met aux prises les champions des Ligues régionales, dans une épreuve de fin de saison. Elle est ouverte à toutes les équipes premières des sociétés, même celles disposant d'une équipe professionnelle. Il s'agit du dernier championnat de France amateur avant le début de la Seconde Guerre mondiale.
Treize champions de Ligues participent à cette édition, qui voit le Stade de Reims remporter son deuxième trophée dans la compétition, en battant en finale l'US bruaysienne, par un but à zéro au stade olympique Yves-du-Manoir à Colombes

## Histoire
En 1933, la Fédération française de football association met en place une commission d'étude d'une compétition fédérale amateur. Au conseil d'avril 1934 à Strasbourg, le projet de règlement d'une épreuve de fin de saison, qui oppose les vainqueurs de chaque Ligue, est adoptée,. Le championnat de France amateur débute en avril 1935. Quatorze champions de Ligues participent à cette première édition. Le président de la FFFA, Jules Rimet, offre personnellement un trophée à la compétition qui prend alors le nom de Challenge Jules‑Rimet.
Depuis 1935, la « Commission de propagande et du Championnat de France amateur » gère l'organisation et l'administration de l'épreuve. Elle a également la charge de l'élaboration du calendrier, de la composition des poules, de l'ordre des rencontres et de l'homologation des résultats. La commission propose également des modifications au règlement du championnat de France amateur. Ainsi, au Conseil national du 14 janvier 1939, elle propose des modifications, qui sont adoptées. Elles concernent principalement la mise en place du goal average en phase de poule, et l'augmentation de l'indemnité kilométrique. Dans un but de propagande, la Commission met en place pour cette saison 1938-1939 un « Tournoi interligues de sélections », réservé aux sélections amateurs des Ligues métropolitaines. Seule la Ligue de l'Ouest ne présente pas d'équipe. En finale, la Ligue du Nord bat celle de Lorraine, par quatre buts à zéro après prolongation.
La Commission est composée pour la saison de MM. Duquesne (président), Fusier (vice-président), Cottereau (secrétaire), Cancel, Clayeux, Mallaret et Verhaeghe.

## Participants
La compétition est ouverte à toutes les équipes premières des sociétés,, même celles disposant d'une équipe professionnelle.
L'engagement pour la cinquième édition de cette compétition, réservée aux clubs champions de Division d'Honneur des Ligues métropolitaines, est toujours facultatif et doit être adressé par les Ligues avant le 15 février 1939. Le nom du champion doit être connu au plus tard le 2 avril, sous peine de ne pas prendre part à l'épreuve.
La commission de propagande et du CFA enregistre le non-engagement des Ligues de l'Ouest et de Paris. Le championnat de Division d'Honneur de la Ligue parisienne n'est pas terminé, des équipes bien placées ayant des matchs en retard, à la suite de matchs nuls à rejouer en Coupe de France. Seuls treize clubs participent donc à la compétition, dont sept pour la première fois. L'AS Charentes et l'AAE École de la rue Saint-Jean sont les deux clubs les plus expérimentés dans la compétition, avec respectivement une quatrième et une cinquième participation.
Pour le championnat de France amateur, comme pour toutes les compétitions organisées par la FFFA, les clubs doivent remplir aux obligations de tous les règlements en vigueur (terrain, arbitre, ballon, licences, etc.).
| Ligue                   | Champion                                                   | N°   | Ville                      | Part. | Résultat    |
| ----------------------- | ---------------------------------------------------------- | ---- | -------------------------- | ----- | ----------- |
| Alsace                  | Football-Club de Haguenau 1900                             | 567  | Haguenau                   | 1re   | poule       |
| Auvergne                | Association sportive des Ateliers de Vauzelles             | 2779 | Vauzelles                  | 2e    | demi-finale |
| Bourgogne‑Franche‑Comté | Racing-Club Franc-Comtois                                  | 1110 | Besançon                   | 1re   | poule       |
| Centre                  | Amicale des Anciens Élèves de l'École de la rue Saint-Jean | 1852 | Châteaudun                 | 5e    | poule       |
| Centre‑Ouest            | Association sportive des Charentes                         | 4513 | Angoulême                  | 4e    | poule       |
| Lorraine                | Stade olympique de Merlebach                               | 5079 | Merlebach                  | 1re   | poule       |
| Lyonnais                | Union sportive d'Annemasse                                 | 885  | Annemasse                  | 2e    | demi-finale |
| Midi                    | Union sportive de Cazères                                  | 950  | Cazères                    | 3e    | poule       |
| Nord                    | Union sportive bruaysienne                                 | 353  | Bruay-en-Artois            | 1re   | finale      |
| Nord‑Est                | Stade de Reims                                             | 637  | Reims                      | 2e    | vainqueur   |
| Normandie               | Stade Malherbe caennais                                    | ?    | Caen                       | 1re   | poule       |
| Ouest                   | Union sportive servannaise et malouine                     | 56   | Saint-Servan et Saint-Malo | -     | non engagé  |
| Paris                   | Club olympique de Billancourt                              | 60   | Boulogne-Billancourt       | -     | non engagé  |
| Sud‑Est                 | Association sportive millavoise                            | 5441 | Millau                     | 1re   | poule       |
| Sud‑Ouest               | Amicale laïque de Gironde                                  | 7089 | Gironde-sur-Dropt          | 1re   | poule       |

## Compétition

### Formule
L'organisation des quatre premières éditions du championnat de France amateur est conservée. Les treize champions régionaux sont divisés en quatre poules géographiques, trois de trois clubs, et une de quatre, et se rencontrent en match aller uniquement,. Le classement se fait par addition de points, avec trois points pour un match gagné, deux points pour un match nul, un point pour une défaite et zéro point pour un forfait. Une nouveauté est introduite pour cette édition. En cas d'égalité au classement à la première place, elle est acquise au club ayant le meilleur goal average. Trois dates sont retenues, plus une quatrième pour d'éventuels matchs de barrage.
Les quatre vainqueurs s’affrontent en demi-finales, déterminées par tirage au sort et jouées sur terrain neutre. La finale oppose les deux vainqueurs des demi-finales. Elle a lieu, pour la troisième fois, au stade olympique Yves-du-Manoir à Colombes.

### Phase de poules

#### Poule A
Les représentatns des Ligues du Nord, de Normandie et du Centre se rencontrent dans cette première poule. Chaque équipe reçoit et se déplace une fois. Le club nordiste, l'US bruaysienne, plutôt favori, s'impose assez facilement.
L'US bruaysienne n'est même pas championne du Nord. Son premier match a lieu le même jour que la dernière journée du championnat du Nord. Le club est alors deuxième derrière le Stade béthunois, champion de France amateur en titre. Il reste alors respectivement deux et un match en retard aux deux clubs séparés de deux points. Le 4 juin, prêt de deux moins après la fin championnat, l'US bruaysienne remporte son dernier match en retard et devient effectivement champion du Nord.
Détails des matchs
| Match 1       | AAE École de la rue Saint-Jean | 0 - 3 | US bruaysienne |            |            |
| 16 avril 1939 |                                |       |                | Châteaudun | Châteaudun |

| Match 2       | US bruaysienne | 4 - 1 | SM caennais |                 |                 |
| 23 avril 1939 |                |       |             | Bruay-en-Artois | Bruay-en-Artois |

| Match 3       | SM caennais | 2 - 1 | AAE École de la rue Saint-Jean |      |      |
| 30 avril 1939 |             |       |                                | Caen | Caen |

| Rang | Équipe                         | Pts | J | G | N | P | Bp | Bc | GA  |  | Résultats (▼ dom., ► ext.)     | Bru | Cae | Eco |
| ---- | ------------------------------ | --- | - | - | - | - | -- | -- | --- |  | ------------------------------ | --- | --- | --- |
| 1    | US bruaysienne                 | 6   | 2 | 2 | 0 | 0 | 7  | 1  | 7   |  | US bruaysienne                 |     | 4-1 |     |
| 2    | SM caennais                    | 4   | 2 | 1 | 0 | 1 | 3  | 5  | 0,6 |  | SM caennais                    |     |     | 2-1 |
| 3    | AAE École de la rue Saint-Jean | 2   | 2 | 0 | 0 | 2 | 1  | 5  | 0,2 |  | AAE École de la rue Saint-Jean | 0-3 |     |     |

#### Poule B
Les champions des Ligues du Nord‑Est, de Lorraine et d'Alsace se rencontrent dans cette deuxième poule. Chaque équipe reçoit et se déplace une fois. Les matches se jouent sur le terrain du premier club nommé (Équipe 1). Le Stade de Reims s'impose facilement dans cette poule.
Détails des matchs
| Match 1       | FC Haguenau 1900 | 1 - 1 | SO Merlebach |          |          |
| 16 avril 1939 |                  |       |              | Haguenau | Haguenau |

| Match 2       | SO Merlebach | 0 - 3 | Stade de Reims |           |           |
| 23 avril 1939 |              |       |                | Merlebach | Merlebach |

| Match 3       | Stade de Reims | 7 - 1 | FC Haguenau 1900 |       |       |
| 30 avril 1939 |                |       |                  | Reims | Reims |

| Rang | Équipe           | Pts | J | G | N | P | Bp | Bc | GA   |  | Résultats (▼ dom., ► ext.) | Rei | Mer | Hag |
| ---- | ---------------- | --- | - | - | - | - | -- | -- | ---- |  | -------------------------- | --- | --- | --- |
| 1    | Stade de Reims   | 6   | 2 | 2 | 0 | 0 | 10 | 1  | 10   |  | Stade de Reims             |     |     | 7-1 |
| 2    | SO Merlebach     | 3   | 2 | 0 | 1 | 1 | 1  | 4  | 0,25 |  | SO Merlebach               | 0-3 |     |     |
| 2    | FC Haguenau 1900 | 3   | 2 | 0 | 1 | 1 | 2  | 8  | 0,25 |  | FC Haguenau 1900           |     | 1-1 |     |

#### Poule C
Les champions des Ligues du Lyonnais, de Bourgogne‑Franche‑Comté et du Sud‑Est se rencontrent dans cette troisième poule. Chaque équipe reçoit et se déplace une fois. La poule est disputée, mais l'US Annemasse s'impose finalement grâce à une victoire lors de la dernière journée.
Détails des matchs
| Match 1       | AS millavoise | 3 - 2 | RC Franc-Comtois |        |        |
| 16 avril 1939 |               |       |                  | Millau | Millau |

| Match 2       | RC Franc-Comtois | 0 - 0 | US Annemasse |          |          |
| 23 avril 1939 |                  |       |              | Besançon | Besançon |

| Match 3       | US Annemasse | 2 - 0 | AS millavoise |           |           |
| 30 avril 1939 |              |       |               | Annemasse | Annemasse |

| Rang | Équipe           | Pts | J | G | N | P | Bp | Bc | GA    |  | Résultats (▼ dom., ► ext.) | Ann | Mil | F-C |
| ---- | ---------------- | --- | - | - | - | - | -- | -- | ----- |  | -------------------------- | --- | --- | --- |
| 1    | US Annemasse     | 5   | 2 | 1 | 1 | 0 | 2  | 0  | ∞     |  | US Annemasse               |     | 2-0 |     |
| 2    | AS millavoise    | 4   | 2 | 1 | 0 | 1 | 3  | 4  | 0,75  |  | AS millavoise              |     |     | 3-2 |
| 3    | RC Franc-Comtois | 3   | 2 | 0 | 1 | 1 | 2  | 3  | 0,667 |  | RC Franc-Comtois           | 0-0 |     |     |

#### Poule D
Les champions des Ligues du Centre‑Ouest, d'Auvergne, du Sud‑Ouest et du Midi se rencontrent dans cette dernière poule. Chaque équipe joue une fois à domicile, une fois à l'extérieur et une fois sur terrain neutre lors de la dernière journée pour garantir l'équité. Dans les détails des matchs qui suivent, le match se joue sur le terrain du premier club nommé sauf pour les matchs 5 et 6, disputés sur terrain neutre. Cette poule de quatre est la plus disputée. L'AS Ateliers de Vauzelles et l'US Cazères terminent à égalité de point, mais le premier l'emporte grâce à une meilleure moyenne de buts.
Détails des matchs
| Match 1       | AS Ateliers de Vauzelles | 3 - 0 | US Cazères |           |           |
| 16 avril 1939 |                          |       |            | Vauzelles | Vauzelles |

| Match 2       | AL Gironde | 3 - 2 | AS Charentes |          |          |
| 16 avril 1939 |            |       |              | Bordeaux | Bordeaux |

| Match 3       | AS Charentes | 2 - 2 | AS Ateliers de Vauzelles |           |           |
| 23 avril 1939 |              |       |                          | Angoulême | Angoulême |

| Match 4       | US Cazères | 3 - 1 | AL Gironde |         |         |
| 23 avril 1939 |            |       |            | Cazères | Cazères |

| Match 5       | AS Charentes | 0 - 1 | US Cazères |          |          |
| 30 avril 1939 |              |       |            | Bordeaux | Bordeaux |

| Match 6       | AS Ateliers de Vauzelles | 2 - 2 | AL Gironde |         |         |
| 30 avril 1939 |                          |       |            | Limoges | Limoges |

| Rang | Équipe                   | Pts | J | G | N | P | Bp | Bc | GA    |  | Résultats (▼ dom., ► ext.) | Vau | Caz | Gir | Cha |
| ---- | ------------------------ | --- | - | - | - | - | -- | -- | ----- |  | -------------------------- | --- | --- | --- | --- |
| 1    | AS Ateliers de Vauzelles | 7   | 3 | 1 | 2 | 0 | 7  | 4  | 1,75  |  | AS Ateliers de Vauzelles   |     | 3-0 | 2-2 |     |
| 2    | US Cazères               | 7   | 3 | 2 | 0 | 1 | 4  | 4  | 1     |  | US Cazères                 |     |     | 3-1 | 1-0 |
| 3    | AL Gironde               | 6   | 3 | 1 | 1 | 1 | 6  | 7  | 0,857 |  | AL Gironde                 |     |     |     | 3-2 |
| 4    | AS Charentes             | 4   | 3 | 0 | 1 | 2 | 4  | 6  | 0,667 |  | AS Charentes               | 2-2 |     |     |     |

### Phase finale

#### Tableau
|  | Demi-finales             | Demi-finales             | Demi-finales        | Demi-finales        |                |                | Finale                      | Finale                      | Finale                      | Finale                      |
|  |                          |                          |                     |                     |                |                |                             |                             |                             |                             |
|  | 14 mai 1939, Nevers      | 14 mai 1939, Nevers      | 14 mai 1939, Nevers | 14 mai 1939, Nevers |                |                | 21 mai 1939, 13 h, Colombes | 21 mai 1939, 13 h, Colombes | 21 mai 1939, 13 h, Colombes | 21 mai 1939, 13 h, Colombes |
|  | US bruaysienne           | US bruaysienne           | 3                   | 3                   |                |                | 21 mai 1939, 13 h, Colombes | 21 mai 1939, 13 h, Colombes | 21 mai 1939, 13 h, Colombes | 21 mai 1939, 13 h, Colombes |
|  | US bruaysienne           | US bruaysienne           | 3                   | 3                   |                |                | 21 mai 1939, 13 h, Colombes | 21 mai 1939, 13 h, Colombes | 21 mai 1939, 13 h, Colombes | 21 mai 1939, 13 h, Colombes |
|  | US Annemasse             | US Annemasse             | 1                   | 1                   |                |                | 21 mai 1939, 13 h, Colombes | 21 mai 1939, 13 h, Colombes | 21 mai 1939, 13 h, Colombes | 21 mai 1939, 13 h, Colombes |
|  | US Annemasse             | US Annemasse             | 1                   | 1                   | US bruaysienne | US bruaysienne | 0                           | 0                           |                             |                             |
|  | 14 mai 1939, Auxerre     |                          |                     |                     | US bruaysienne | US bruaysienne | 0                           | 0                           |                             |                             |
|  |                          |                          | Stade de Reims      | Stade de Reims      | 1              | 1              |                             |                             |                             |                             |
|  | Stade de Reims           | Stade de Reims           | Stade de Reims      | Stade de Reims      | 1              | 1              | 6ap                         | 6ap                         |                             |                             |
|  | Stade de Reims           | Stade de Reims           |                     |                     |                |                |                             | 6ap                         |                             |                             |
|  | AS Ateliers de Vauzelles | AS Ateliers de Vauzelles | 4                   | 4                   |                |                |                             |                             |                             |                             |
|  | AS Ateliers de Vauzelles | AS Ateliers de Vauzelles | 4                   | 4                   |                |                |                             |                             |                             |                             |

#### Demi-finales
Le tirage au sort de ces demi-finales fait bien les choses, puisque les deux grands favoris, l'US bruaysienne et le Stade de Reims, ne se rencontrent pas. Les matchs, prévus originellement le 7 mai, se jouent finalement le 14 mai, sur terrains neutres.
À Auxerre, les Auvergnats de l'AS Ateliers de Vauzelles mènent à la marque en début de deuxième mi-temps (4-1), avant de voir les Rémois revenir en fin de match et égaliser. Les prolongations sont complètement champenoises, avec deux nouveaux buts de ceux-ci.
L'autre demi-finale est sans histoire pour les Nordistes. À Nevers, l'US bruaysienne marque trois buts dans le premier quart d'heure, puis gère la fin du match pour s'imposer finalement par 3-1 face à l'US Annemasse.
Détails des matchs
| Demi-finale 1 | US bruaysienne | 3 - 1 | US Annemasse |        |        |
| 14 mai 1939   |                |       |              | Nevers | Nevers |

| Demi-finale 2 | Stade de Reims | 6 - 4 ap        | AS Ateliers de Vauzelles |         |         |
| 16 avril 1939 |                | (1 - 4 ; 4 - 4) |                          | Auxerre | Auxerre |

#### Finale
La finale du championnat de France amateur se joue au stade olympique Yves-du-Manoir à Colombes, le 21 mai 1939 à 13 h, en lever de rideau du match international France - Pays de Galles.
La partie débute bien pour l'US bruaysienne, conquérante lors de la première mi-temps, mais incapable de concrétiser sa domination : la barre du gardien rémois repousse par deux fois des tirs nordistes. À la reprise, Bruay poursuit sa mainmise sur le match, se crée des occasions, mais est toujours sans réussite. Le Stade de Reims modifie alors son organisation, et reprend les rênes de la partie. Et en toute fin de rencontre, l'équipe rémoise marque le seul but de la partie, un but contre son camp sur un corner, à une minute du terme.
Les Champenois sont, pour la deuxième fois, champion de France amateur. Une réception est donnée à l'issue du match, au journal Le Matin, qui patronne l'épreuve. Le président de la Fédération, Jules Rimet remet alors les récompenses aux vainqueurs.
Détails du match
| Finale              | US bruaysienne | 0 - 1   | Stade de Reims   |                                          |                                          |
| 21 mai 1939 13 h 00 |                | (0 - 0) | 89e (csc) Dubois | Stade olympique Yves-du-Manoir, Colombes | Stade olympique Yves-du-Manoir, Colombes |

## Bilan
Le Stade de Reims est vainqueur pour la seconde fois. Relégué au deuxième échelon régional après sa victoire de 1935, à la suite de la formation d'une équipe professionnelle, le club est promu en Division d'Honneur de la Ligue du Nord‑Est à l'issue de la saison 1937-1938. Il enlève le titre de champion régional dans la foulée, puis le championnat de France amateur. Cinq joueurs de l'équipe victorieuse de 1939 avaient aussi remporté la première compétition en 1935.
Champion de la Ligue du Centre, l'Amicale des Anciens Élèves de l'École de la rue Saint-Jean est le seul club à avoir participé aux cinq premières éditions du championnat de France amateur. Néanmoins, le club n'a jamais réussi à sortir de la phase de poule et son bilan est plutôt maigre : quatre victoires, deux nuls et huit défaites.
Cette édition du championnat de France est la dernière avant le début de la Seconde Guerre mondiale, qui met momentanément fin à la compétition.